# Caesalpinia barbon
Caesalpinia barbon là một loài thực vật có hoa trong họ Đậu. Loài này được Bertero miêu tả khoa học đầu tiên.